# كلينت ستيندل
كلينت ستيندل (بالإنجليزية: Clint Steindl)‏ مواليد 15 مارس 1989 في كوينزلاند، هو لاعب كرة سلة محترف أسترالي بدأ مسيرته الاحترافية في سنة 2012. لعب مع فريقي كيرنز تيبانز وتاونسفيل كروكودايلز في الدوري الأسترالي لكرة السلة.

## روابط خارجية
- كلينت ستيندل على موقع كرة السلة الأوروبية.كوم (الإنجليزية)
- كلينت ستيندل على موقع كلية كرة السلة في سبورتس رفرنس.كوم (الإنجليزية)
- كلينت ستيندل على موقع ريلجم (الإنجليزية)
- كلينت ستيندل على موقع بروبوليرز (الإنجليزية)
- كلينت ستيندل على موقع سبورتس رفرنس (الإنجليزية)